# 늑대들의 계곡 이라크
늑대들의 계곡 이라크(Valley Of The Wolves: Iraq, Kurtlar Vadisi Irak)는 튀르키예에서 제작된 사둘라 센터크 감독의 2006년 영화이다. 네카티 사스마즈 등이 주연으로 출연하였고 라씨 사스마즈 등이 제작에 참여하였다.
이 영화의 배경은 이라크의 점령 기간이며 아부그라이브 교도소 가혹행위 사건과 같은 다른 여러 실화를 참조하였다. 2006년 2월 3일 터키 전역에 걸쳐 개봉되었으며 2006년 기준으로 튀르키예에서 수익이 가장 높은 영화였으며 당시 가장 제작비가 많이 들어간 터키 영화들 가운데 하나이기도 하다.

## 출연

### 주연
- 네카티 사스마즈
- 빌리 제인
- 가산 마소드

### 조연
- 베르귀짜르 괴세
- 귀르칸 우이군
- 베르귀짜르 코렐
- 케난 코반
- 에한 우팍

## 제작진
- 원작자: Soner Yalcin
- Ass-PD: Hasan Kacan
- Co-PD: Mehmet Canpolat
- 배역: Kerem Firtina